# Planet (album de Tech N9ne)
 (janvier 2018).
Si vous disposez d'ouvrages ou d'articles de référence ou si vous connaissez des sites web de qualité traitant du thème abordé ici, merci de compléter l'article en donnant les références utiles à sa vérifiabilité et en les liant à la section « Notes et références ».
Pour les articles homonymes, voir Planet.
Albums de Tech N9ne
Strange Reign
(2017) More Planet EP
(2018)
Singles
1. Tech N9ne (Don't Nobody Want None)[1]
Sortie : 18 janvier 2018

Planet est le vingtième album studio du rappeur Tech N9ne, et est sorti le 2 mars 2018. Il fait suite à Strange Reign, sorti le 13 octobre 2017.
Vers la fin de l'année 2017, Tech N9ne a teasé l'album sur son compte instagram, en dévoilant des titres et snippets de sons (Don't Nobody Want None, No Reason, Kick It With Myself...). La précommande de la version physique est disponible depuis le 6 décembre 2017 via le site de Strange Music, avec le son Planet en bonus de précommande. Le soir même, le son Drink Up est mis en ligne sur la chaîne Youtube de Strange Music.
Le 18 janvier 2018, le premier single ainsi que sa vidéo sortent sur Youtube, sur la chaîne de Strange Music. Il s'agit de Tech N9ne (Don't Nobody Want None). La précommande digitale est depuis disponible sur Itunes, Google Play ou encore Amazon. La tracklist est alors révélée ainsi que les producteurs.
Un titre qui a été teasé n'est pas présent sur la tracklist, cependant le hashtag #MOREPLANET sur Instagram peut laisser penser qu'il y aura un second projet qui suivra (album, Ep ou second cd dans Planet?). Ce projet est confirmé le 19 janvier par King Iso, ce sera un Ep qui sortira après l'album.
Date de sortie des titres :
- 22/11/2017 : Drink Up - audio ;
- 18/01/2018 : Tech N9ne (Don't Nobody Want None) - audio et vidéo single ;
- 02/02/2018 : Bad Juju (feat. King Iso) - audio ;
- 01/03/2018 : No Reason (The Mosh Pit Song) (feat. Machine Gun Kelly & Y2) - audio.

## Liste des titres
| No  | Titre                                                            | Auteur | Production                  | Durée |
| --- | ---------------------------------------------------------------- | ------ | --------------------------- | ----- |
| 1.  | Habanero (featuring Mackenzie Nicole)                            |        | Seven                       | 3:06  |
| 2.  | Fresh Out! (featuring Swisher Sleep)                             |        | Mr. Porter                  | 3:07  |
| 3.  | Kick It With Myself                                              |        | Seven                       | 3:07  |
| 4.  | Drink Up                                                         |        | Seven                       | 3:12  |
| 5.  | Tech N9ne (Don't Nobody Want None)                               |        | Seven                       | 2:59  |
| 6.  | Bad Juju (featuring King Iso)                                    |        | Seven                       | 3:06  |
| 7.  | Comfortable                                                      |        | Seven                       | 3:14  |
| 8.  | No Reason (The Mosh Pit Song) (featuring Machine Gun Kelly & Y2) |        | 206Derek & Frizz            | 3:59  |
| 9.  | Brighfall Confession (skit)                                      |        | Seven & Joseph Bishara      | 0:48  |
| 10. | Brightfall                                                       |        | Seven & Joseph Bishara      | 4:52  |
| 11. | Red Byers (Say Som'n Do Som'n) (featuring Krizz Kaliko)          |        | Seven                       | 3:21  |
| 12. | Never Stray (featuring Navé Monjo)                               |        | Seven                       | 3:42  |
| 13. | Sho Nuff                                                         |        | Dem Jointz                  | 3:37  |
| 14. | How I'm Feelin' (featuring Navé Monjo & Snow Tha Product)        |        | Seven                       | 3:16  |
| 15. | Not A Damn Thing                                                 |        | Dem Jointz                  | 3:09  |
| 16. | My Fault (featuring Navé Monjo)                                  |        | Seven                       | 3:56  |
| 17. | Tappin' In (featuring Darrein Safron & Joey Cool)                |        | Seven                       | 4:14  |
| 18. | Levitation (featuring Navé Monjo)                                |        | Seven                       | 3:07  |
| 19. | We Won't Go Quietly (featuring Jordan Omley)                     |        | Jordan Omley & Michael Mani | 4:31  |

| 20. | Planet (featuring Suli4Q) |  | Suli4Q | 4:00 |